# Rei Pàixaro
El Rei Pàixaro o Rei Paisser és un personatge d'origen medieval, que muntat damunt d'un cavall amb una bandera quadribarrada forma part de la festa de Sant Antoni Abat de Biar.
A Biar la celebració de Sant Antoni se'n té constància des de finals del segle xv, i a principis del segle xvi també el Rei Pàixaro, originàriament no tenen res a veure, però anys més tard es van unir. Aquest rei podria representar el rei Jaume d'Aragó, que durant el mes de gener, passava a recollir l'impost que es recaptava. És un personatge típic de les festes d'hivern i que per uns dies regna a Biar.
El Rei Pàixaro apareix per la festivitat de Sant Antoni. El dissabte es realitza la Cavalcada del Rei Pàixaro, voltant pel poble a cavall amb el foc dels fatxos, i els paixers o homes ocell que hi van al davant vestits amb quadribarrades ballant al ritme de la música. El veïnat per on passa la cavalcada encén torxes i fogueres i oferix beguda i menjar, i la rua acaba amb una cordà. El diumenge, durant la cercavila anomenada Cavallà, es beneïxen els animals i es fa l'Arreplega, que recull els queviures que el veïnat dona i que subhastaran per recaptar diners i pagar la festa.